# Chukat
Chukat, Hukath, o Chukkas (ebraico: חֻקַּת — nome traslitt.: “una disposizione” — nona parola,  e incipit di questa parashah) è la 39ª porzione settimanale della Torah (ebr.  פָּרָשָׁה – parashah o anche parsha/parscià) nel ciclo annuale ebraico di letture bibliche dal Pentateuco, sesta nel Libro dei Numeri. Rappresenta il passo Numeri 19:1-22:1, che gli ebrei della Diaspora leggono generalmente a fine giugno o in luglio.
Il calendario ebraico lunisolare contiene fino a 55 settimane, col numero esatto che varia negli anni. Nella maggioranza degli anni (per es. il 2012, 2013, 2014, 2015, 2016 e 2017), la Parshah Chukat viene letta separatamente. In altri anni (per es. 2009, quando il secondo giorno di Shavuot è venuto di Shabbat nella Diaspora), la Parshah Chukat è combinata con la parashah successiva, la Balak, per ottenere il numero di letture settimanali necessarie.
Gli ebrei leggono la prima parte di questa, Numeri 19:1-22 in aggiunta alla regolare porzione settimanale di Torah, nello Shabbat dopo il Purim, chiamato Shabbat Parah, quando il lettore canta prima la porzione settimanale regolare di Torah, e poi il capitolo della giovenca rossa (ebraico: פָרָה אֲדֻמָּה, parah adumah). Shabbat Parah cade appena prima della Pesach e Numeri 19:1-22 riporta le procedure con cui gli Israeliti possono purificarsi dalle contaminazioni causate da cadaveri, preparandosi quindi al festival di pellegrinaggio pasquale.

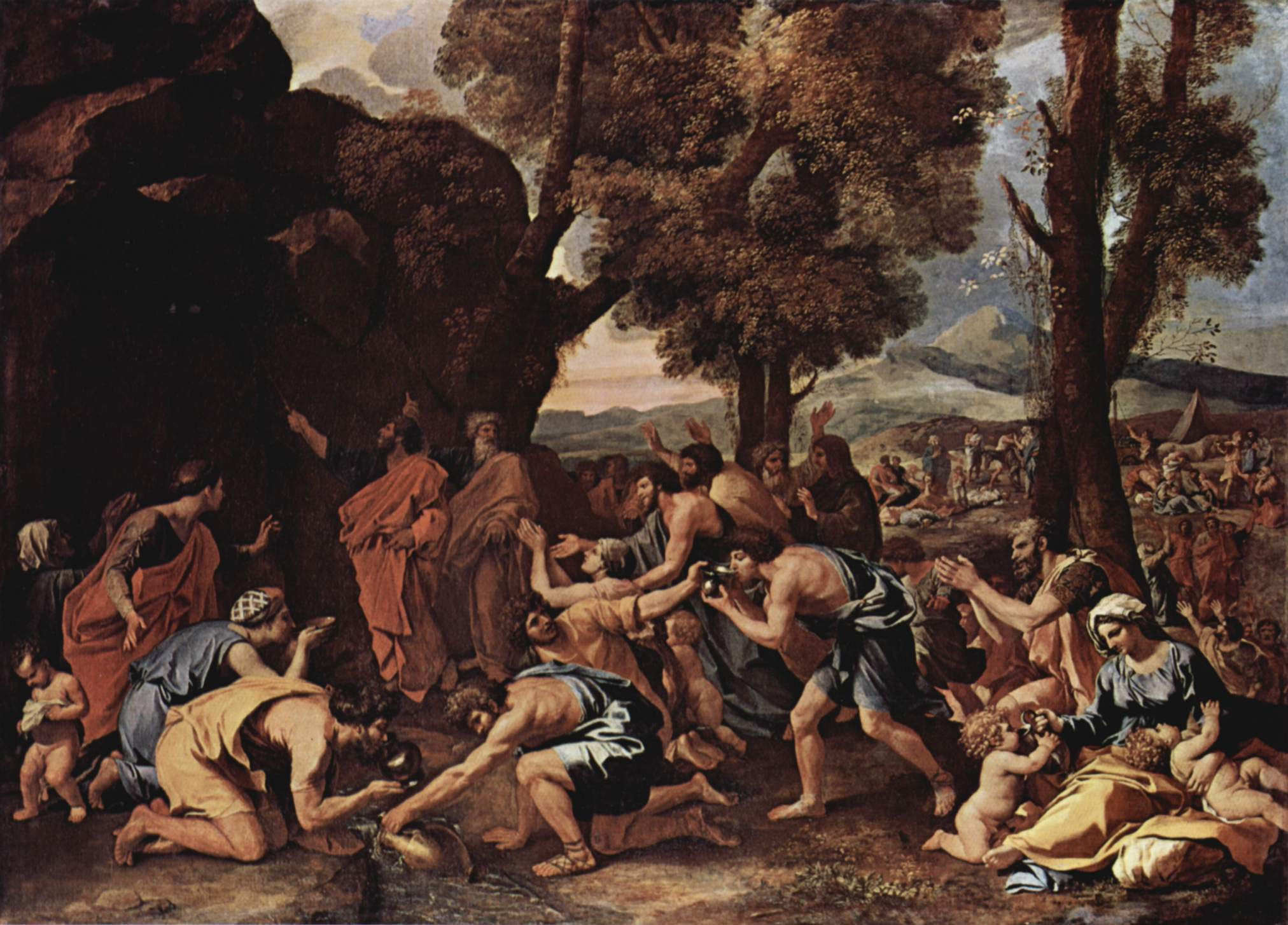
Mosè fa sgorgare acqua dalla roccia (dipinto di Nicolas Poussin, 1633–1635)

### Testi
- Testo Masoretico e traduzione JPS 1917, su mechon-mamre.org.
- Parshah cantata, su Bible.ort.org.
- Parshah in ebraico, su mechon-mamre.org.

### Commentari
- Academy for Jewish Religion, California, su ajrca.org.
- Academy for Jewish Religion, New York, su ajrsem.org. URL consultato l'8 marzo 2013 (archiviato dall'url originale il 15 marzo 2012).
- Aish.com. URL consultato l'8 marzo 2013 (archiviato dall'url originale il 2 giugno 2012).
- American Jewish University, su judaism.ajula.edu (archiviato dall'url originale il 18 giugno 2012).
- Anshe Emes Synagogue, Los Angeles, su anshe.org. URL consultato l'8 marzo 2013 (archiviato dall'url originale il 6 aprile 2007).
- Bar-Ilan University, su biu.ac.il.
- Chabad.org.
- eparsha.com.
- G-dcast, su g-dcast.com. URL consultato l'8 marzo 2013 (archiviato dall'url originale il 20 marzo 2013).
- The Israel Koschitzky Virtual Beit Midrash, su vbm-torah.org. URL consultato il 9 giugno 2011 (archiviato dall'url originale il 9 giugno 2011).
- Jewish Agency for Israel, su jewishagency.org. URL consultato l'8 marzo 2013 (archiviato dall'url originale il 15 settembre 2012).
- Jewish Theological Seminary (XML), su jtsa.edu. URL consultato l'8 marzo 2013 (archiviato dall'url originale l'11 marzo 2013).
- MyJewishLearning.com. URL consultato l'8 marzo 2013 (archiviato dall'url originale l'11 ottobre 2008).
- Ohr Sameach, su ohr.edu.
- Orthodox Union, su ou.org.
- OzTorah, Torah from Australia, su oztorah.com.
- Oz Ve Shalom — Netivot Shalom, su netivot-shalom.org.il. URL consultato il 24 giugno 2010 (archiviato dall'url originale il 24 giugno 2010).
- Pardes from Jerusalem, su pardes.org.il. URL consultato l'8 marzo 2013 (archiviato dall'url originale il 14 marzo 2012).
- RabbiShimon.com. URL consultato l'8 marzo 2013 (archiviato dall'url originale il 16 marzo 2012).
- Rabbi Shlomo Riskin, su ohrtorahstone.org.il. URL consultato il 21 agosto 2011 (archiviato dall'url originale il 21 agosto 2011).
- Rabbi Shmuel Herzfeld, su rabbishmuel.com. URL consultato l'8 marzo 2013 (archiviato dall'url originale l'11 marzo 2013).
- Reconstructionist Judaism, su www4.jrf.org. URL consultato il 25 settembre 2011 (archiviato dall'url originale il 16 febbraio 2006).
- Sephardic Institute, su judaic.org. URL consultato l'8 marzo 2013 (archiviato dall'url originale il 26 luglio 2011).
- Shiur.com.
- 613.org Jewish Torah Audio, su 613.org. URL consultato il 9 giugno 2011 (archiviato dall'url originale il 9 giugno 2011).
- Tanach Study Center, su tanach.org.
- Torah from Dixie [collegamento interrotto], su tfdixie.com.
- Torah.it, su archivio-torah.it.
- Torah.org.
- TorahVort.com.
- Union for Reform Judaism, su urj.org. URL consultato l'8 marzo 2013 (archiviato dall'url originale il 18 giugno 2009).
- United Hebrew Congregations of the Commonwealth, su chiefrabbi.org.
- What’s Bothering Rashi?, su shemayisrael.com.
- Yeshiva University, su yutorah.org. URL consultato l'8 marzo 2013 (archiviato dall'url originale il 18 dicembre 2019).